# Апогей
Апоге́й (лат. apogaeum, от греч. ἀπόγαιος – отдалённый от Земли) — наиболее удалённая от Земли точка околоземной орбиты небесного тела, обычно Луны или искусственного спутника Земли.
Антонимом апогея является перигей — ближайшая к Земле точка орбиты. Воображаемую линию между апогеем и перигеем называют линией апсид.
Расстояние от апогея до центра Земли называется апогейным расстоянием или радиусом апогея. Расстояние от апогея до поверхности Земли называется высотой апогея.
Небесное тело в момент своего нахождения в апогее имеет минимальную орбитальную скорость; если в апогее увеличить скорость, то увеличится большая полуось орбиты и перигейное расстояние.